# Rafael Millá Santos
Rafael Millá Santos (Alicante, 22 de septiembre de 1891 - Ivánovo, Unión Soviética, 28 de agosto de 1952) fue un político español, que llegó a ser alcalde de Alicante durante la guerra civil española.

## Biografía
Fue internado de pequeño en un establecimiento benéfico, donde aprendió tipografía. Trabajó en una imprenta, organizó el Sindicato de Artes Gráficas de Alicante y en 1911 ingresó en la Agrupación Socialista del Partido Socialista Obrero Español (PSOE) alicantino, de la que será presidente en 1918. Fue arrestado por participar en la huelga general de 1917 y en 1918 defendió el apoyo a la Revolución rusa en el XI Congreso del PSOE, al tiempo que se enfrentaba a la preponderancia de la Confederación Nacional de Trabajadores (CNT) en Alicante. 
En 1920 abandonó el PSOE y fue uno de los fundadores del Partido Comunista Español, del que fue miembro del Comité Central desde 1921, y junto a Antonio García Quejido lideró la formación en sus inicios. Con la fusión de la formación con el Partido Comunista Obrero Español, surgió el Partido Comunista de España, en el que se integró. Fue también redactor del diario La Antorcha. En 1921 representó el partido comunista en la Tercera Internacional en Moscú, y cuando vregresó a Alicante fue detenido. 
Fue candidato del PCE a las elecciones municipales de 1922 en Alicante y secretario del Partido en Alicante en 1923. En 1927 fue detenido como presidente de la Sociedad Tipográfica, y nuevamente durante la huelga de diciembre de 1930 en solidaridad con los obreros muertos en Madrid. Al mismo tiempo, fue vocal del Ateneo de Alicante. Fue candidato del Partido Comunista por Alicante en las elecciones municipales de 1930 y en las elecciones de 1931, pero no fue elegido. Durante la Segunda República fue líder del PCE en Alicante y en nombre del partido firmó el documento de apoyo al Estatuto de la Comunidad Valenciana en 1936. 
Durante la guerra civil española fue nombrado vicepresidente de la Unión General de Trabajadores (UGT) en Alicante y miembro del Consejo Municipal por el Partido Comunista, Consejo del que fue presidente entre agosto de 1936 y mayo de 1937, siendo sustituido por el socialista Santiago Martí Hernández. También fue miembro de la Junta de Incautación y Protección del Patrimonio Artístico. Poco antes de la entrada de las tropas franquistas en Alicante encabezadas por la división Littorio, embarcó en el Stanbrook hacia Orán, Argelia francesa, donde después de estar un tiempo en un campo de refugiados marchó exiliado hacia la Unión Soviética. Nunca más regresó a España. Pasó los últimos años en una residencia para ancianos en Ivánovo.